# Kabardinski jezik
Kabardinski jezik (ISO 639-3: kbd) je jezik koji se govori na sjevernom Kavkazu, a pripada u sjeverozapadne kavkaske jezike, užu čerkesku skupinu. Ponekad se naziva i čerkeskim.

## Rasprostranjenost
Od svih sjeverozapadnih kavkaskih jezika, kabardinski ima najviše govornika (oko milijun), a rasprostranjen je u ruskim republikama Kabardino-Balkariji i Karačajevo-Čerkeziji, kao i u dijaspori u Turskoj i Bliskom Istoku.

## Osobine
Kabardinski je poznat po velikom broju suglasnika, 47 ili 48. Jezik je ergativnog tipa. Posjeduje dva glavna dijalekta, zvana Besleney i Terek.

### Glasovi
Ima ih 56: ph b p' tDh dD tD' kJh gJ kJ' kWh gW kW' q' qW' tDs dDz tDs' qX qXW f v f' sD zD S Z S' 0_ 6_ xJ xW gFJ X XW RF RFW H 9 m nD lDFJ hlDFJ r ? ?W hh a+: i_ 3 j w i: u: "e: "o: hlDFJ'
Jezik posjeduje samo tri fonološki različita samoglasnika: a, dugo ā i ə (šva). Razlika između a i ā nije samo u duljini, nego i u izgovoru: a je srednji otvoreni samoglasnik, a ā niski otvoreni.
|               | prednji | srednji | stražnji |
| zatvoren      |         |         |          |
| srednji-zatv. |         | ə       |          |
| srednji-otv.  |         | a       |          |
| otvoren       |         | ā       |          |

Sustav suglasnika je vrlo složen.

## Vanjske poveznice
- Ethnologue (14th), kôd KAB
- Ethnologue (15th)  Arhivirana inačica izvorne stranice od 12. listopada 2014. (Wayback Machine)
- Ethnologue (16th)  Arhivirana inačica izvorne stranice od 12. listopada 2014. (Wayback Machine)
- Ranko Matasović: Pregled gramatike kabardinskog jezika  Arhivirana inačica izvorne stranice od 12. lipnja 2007. (Wayback Machine)
- Kabardian (къэбэрдеибзэ) alphabet
- Trenutačno izdanje Ethnolguea: kôd kbd